# 梅塔格藍芝士
梅塔格藍芝士（Maytag Blue cheese）產自美國的愛荷華州，於1941年由愛荷華州立大學與當地農場合作研製而成。梅塔格藍芝士在出售前先把外殼除去，芝士肉為白色，上面有均勻分佈的綠紋，剛購買的梅塔格藍芝士會比較潮濕，但可放置在雪櫃一會抽乾表面水分。在製作過程中，當一輪霉菌成熟時，芝士的外殼會被除去，然後以蠟封製，芝士會再放在一個更冷的地方發酵，目的是使芝士有更好的風味，當芝士真正成熟時，蠟層會被除去，芝士再包裝出售。